# Monte Homa
Il Monte Homa è una montagna e un vulcano estinto del Kenya.
Il Monte Homa forma una vasta penisola  nella costa meridionale del golfo di Winam nel lago Vittoria. In lingua Lua il monte è chiamato Got Uma o God Marahuma.
La montagna che si è formata dalla lava carbonatite e risale al periodo che va dal Miocene al Pleistocene. È uno dei pochi esempi di vulcano di tipo carbonatite al mondo.